# 小山貴博
小山 貴博（こやま たかひろ、1985年9月5日 - ）は、日本のイラン研究者、ペルシア語の通訳者。
専攻は、教育社会学、幼児教育。修士（教育学）。
東京都町田市出身。

## 略歴

### 学歴[2]
- 2007年：明治学院大学社会学部社会福祉学科卒業
- 2010年：早稲田大学大学院教育学研究科修士課程学校教育専攻修了
- 2019年：早稲田大学大学院教育学研究科博士後期課程教育基礎学専攻単位取得退学

### 職歴[3]
- 2016年〜2017年：東京YMCA社会体育・保育専門学校保育科専任講師
- 2017年〜2020年：函館大谷短期大学こども学科助教
- 2020年〜2022年：函館大谷短期大学こども学科講師
- 2022年～現在：名寄市立大学保健福祉学部社会保育学科講師